# Dorrenberg-Tunnel
Der Dorrenberg-Tunnel, auch Tanztunnel genannt, ist ein 175 Meter langer ehemaliger Eisenbahntunnel in Wuppertal, der heute Fußgängern und Radfahrern dient. Er war Teil der 1879 eröffneten und hier ab 1991 stillgelegten Bahnstrecke Düsseldorf-Derendorf–Dortmund Süd („Wuppertaler Nordbahn“) und befand sich zwischen den Bahnhöfen Wuppertal-Mirke und Wuppertal-Ottenbruch. Er liegt im Ortsbereich Dorrenberg und ist einer von sieben Tunneln auf dem Streckenabschnitt von Dornap-Hahnenfurth nach Gevelsberg West.
Der Tunnel wurde in den Jahren 1877–79 nach Plänen des Baurats Alexander Menne errichtet und 1900 schlichter umgebaut. Während das Ostportal in Ziegelsteinbauweise mit einem dreisteinigen Stützbogen erhalten ist, wurde das Westportal nach dem Zweiten Weltkrieg komplett neu verputzt.
Die Gleisanlagen sind vollständig abgebaut, stattdessen führt die Nordbahntrasse, ein von der Wuppertal Bewegung angelegter kombinierter Rad- und Fußweg durch den beleuchteten Tunnel.